# Дороги відчаю
«Дороги відчаю» (англ. Desperate Trails) — німий чорно-білий вестерн Джона Форда знятий у 1921 році.

## Сюжет
Барт Карсон закоханий у підступну спокусницю леді Лу і з самопожертви бере на себе провину її удаваного брата Волтера Волкера, який кинув дружину і пограбував поїзд. У в'язниці Барт дізнається, що Волкер насправді є коханцем Лу. Вирішивши помститися Волкеру, він здійснює втечу і вбиває його. Далі Барт віддає себе в руки сина місис Волкер, щоб ця дама могла отримати нагороду за його затримання, однак шериф на підставі свідчень Лу виправдовує його.

## У ролях
- Гаррі Кері — Барт Карсон;
- Едвард Коксен — Волтер Волкер;
- Айрін Річ — Місис Волкер;
- Барбара ла Марр — Леді Лу.

## Цікаві факти
- Прем'єра фільму відбулася в червні 1921 року.
- Згідно з Silentera.com [Архівовано 6 травня 2006 у Wayback Machine.], фільм вважається загубленим.